# Resolució 683 del Consell de Seguretat de les Nacions Unides
La Resolució 683 del Consell de Seguretat de les Nacions Unides, aprovada el 22 de desembre de 1990 després de recordar la Resolució 21 (1947) que va aprovar el Territori de Fideicomís de les Illes sota Mandat Japonès (des d'aleshores conegudes com el Territori en Fideïcomís de les Illes del Pacífic), així com el Capítol XII de la Carta de les Nacions Unides que establia el sistema fiduciari de les Nacions Unides, el Consell va determinar que, a la llum de l'entrada en poder dels nous estatuts pels Estats Federats de Micronèsia, les Illes Marshall i les Illes Marianes del Nord, els objectiu de l'acord de fidúcia s'han completat i, per tant, s'ha acabat l'acord de fidúcia amb aquestes entitats.
El Consell també espera que el poble de Palau, que encara no havia completat les negociacions, sigui capaç d'exercir lliurement el seu dret a la autodeterminació, com ja han fet els estats abans esmentats. Al mateix temps el Consell va donar la benvinguda a l'Autoritat Administradora que ajudi al Govern de Palau en la consecució de l'estatus final que determini la seva la futura direcció.
La Resolució 683 va ser adoptada per 14 vots a favor, i Cuba va votar en contra indicant que havia sentit que el Consell no havia descarregat les seves responsabilitats adequadament. El representant de Cuba va dir que s'hauria de donar als pobles del territoris en qüestió l'oportunitat per explicar les seves raons per no voler que el Consell prengui les mesures que havia adoptat.